# Too Late Blues
Too Late Blues és una pel·lícula estatunidenca, la segona dirigida per John Cassavetes, estrenada el 1961, després de Shadows, i abans de A Child is Waiting.

## Argument
Pianista i compositor de jazz, John Wakefield anomenat «Ghost», un personatge apagat i apàtic, dirigeix un quintet de músics de jazz blancs. En el transcurs d'una festa, coneix Jess Polanski, una jove cantant, poc segura d'ella mateixa, enganxada a l'alcohol i sota la influència de Benny Flowers, empresari deshonest. Ghost es nega a aprofitar-se una dona ebria. Només l'endemà Ghost, durant un concert a un jardí públic desert, abraça Jess, cosa que alimenta la gelosia de l'empresari. Empès per això, el grup comença a gravar un disc amb la cantant, que els músics celebraran al bar del grec Nick.
Benny manipula de sotamà dos colossos irlandesos que provocaran Ghost i que el fan rodar per terra sota els ulls de la seva noia. Aquesta humiliació empeny Ghost a trencar amb Jess, a anul·lar la gravació, i a deixar el grup. Benny fa llavors d'ell un pianista en una boite de jazz i l'ofereix com gigoló a la Comtessa. Però un vespre, en un bar, Ghost troba de nou Jess, completament destruïda. Intenta llavors tornar amb ella cap al seu antic grup, que el rebrà molt malament, per finalment començar tot junts la seva peça favorita.

## Repartiment
- Bobby Darin: John Ghost Wakefield
- Stella Stevens: Jess Polanski
- Everett Chambers: Benny Flowers
- Nick Dennis: Nick
- Vince Edwards: Tommy
- Val Avery: Frielobe
- Marilyn Clark: La comtessa
- James Joyces: Reno
- Rupert Crosse: Baby Jackson
- J. Allen Hopkins: Skipper
- Cliff Carnell: Charlie, el saxofonista
- Richard Chambers: Pete, el trompetista
- Seymour Cassel: Red, el baix
- Dan Stafford: Shelley, el bateria
- Allyson Ames: Billie Gay
- June Wilkinson: la noia del bar
- Mario Gallo: Bot Part.

## Al voltant de la pel·lícula
John Cassavetes havia conegut Richard Carr el 1960 al rodatge de Johnny Staccato, una sèrie televisada en vint-i-set episodis, on, actor principal, encarna ja un pianista de jazz, segons la proposta de l'empresari Everett Chambers, que ridiculitza d'altra banda el seu propi personatge a Too Late Blues. John realitzarà ell mateix cinc episodis de la sèrie, abans de rompre el seu contracte per poder rodar Too Late Blues. John Cassavetes escriu la primera part del guió i Richard Carr el segon.
Too Late Blues  és la primera pel·lícula que Cassavetes roda als estudis de Califòrnia, amb la Paramount Pictures. Serà seguit de A child is waiting, segona i última temptativa d'apropar el món de Hollywood. Després d'aquests dos fracassos professionals i comercials, Cassavetes torna al seu equip i a la filosofia econòmica i estètica del cinema independent americà qui presidia a la direcció de Shadows . Es pot veure en la història de Too Late Blues  (un músic de jazz, com ell anomenat John i amb el malnom de Ghost  («Fantasma»), abandona el seu equip per anar a temptar la seva oportunitat en un altre lloc, després, davant el fracàs professional i ètic, prova de reprendre el fil amb els seus antics amics) una metàfora autobiogràfica i ja crítica d'aquest moment de la seva carrera.
Tot i ser menys lliure la seva inspiració i els seus moviments que a les seves pel·lícules independents, Too Late Blue  referma les seqüències llargues i que semblen dirigides per la bellesa del gest, una gratuïtat que certament no haurà agradat als financers de la Paramount : un partit de beisbol al jardí, llargues escenes de festes com en trobavem en diverses pel·lícules llavors, finalment una manera de filmar de molt a prop Stella Stevens, manera que ve de Shadows i que es trobarà sistemàticament a Faces .
Cassavetes ha pogut llavors dir d'aquesta pel·lícula:  «To do the film right, I needed sis months, and I agreed to make it in thirty days –working with people who didn't like me, didn't trust me and didn't care about the film». (Per fer aquesta pel·lícula correctament, necessitava sis mesos, i he acceptat de realitzar-la en trenta dies - treballant amb gent que no m'estimava, que no tenia confiança en mi, i que no es preocupava per la pel·lícula ».)
Com a anècdota, destaquem que John Cassavetes havia seleccionat la seva esposa Gena Rowlands pel paper de Jess, i Montgomery Clift pel de John «Ghost» Wakefield. La Paramount va preferir respectivament el músic Bobby Darin i Stella Stevens, emocionant i admirable en aquesta pel·lícula. Ella en guarda d'altra banda records precisos.